# The Bofors Gun
The Bofors Gun är en brittisk dramafilm från 1968 i regi av Jack Gold.
Filmen är baserad på John McGraths pjäs Events While Guarding the Bofors Gun.

## Rollista i urval
- Nicol Williamson - O'Rourke
- Ian Holm - Flynn
- David Warner - korpral Evans
- Peter Vaughan - sergeant Walker
- John Thaw - Featherstone
- Barry Jackson - Shone
- Richard O'Callaghan - Rowe
- Barbara Jefford - flickan på markan
- Geoffrey Hughes - kocken
- Glynn Edwards - fanjunkare West